# Тревненска къща
Тревненската къща е характерен тип възрожденска архитектура, обхващащ района на Шипченска и Тревненска планина – Трявна, Габрово, Дряново. Част е от областта на севернобългарската къща.
Жилището се състои от огнищно помещение, соба и чардак, който минава пред цялото лице на къщата. По разпределение прилича на ранните форми на западната и тетевенската къща. Влизането става през помещението с огнище, което е характерно повече до къщата в северозападната част на България. От западната и тетевенската къща се различава по местоположението и формата на голямото огнище, което тук се намира в един от ъглите, а формата му е полукръгла. Примери за трвненски тип къщи са Даскаловата, Попангеловата, Славейковата, Казасовата в Трявна, Лафчиевата в Дряново и други.